# Paulo Baldi
Paulo Baldi (ur. w San Francisco, Kalifornia, USA) – amerykański muzyk, perkusista, gra na różnych instrumentach perkusyjnych. Perkusista zespołu Cake od 2004 roku. Zagrał w utworach "No Phone" i "Carbon Monoxide", które zostały wydane na singlach i ukazały się na albumie Pressure Chief (2004).
Zaczynał swoją karierę muzyczną koncertując wraz z niemieckim piosenkarzem Ottmarem Liebertem; był członkiem grupy world music Ali Khan, z którą koncertował po Azji Mniejszej i Afryce. W ramach akustycznego zespołu Faraway Brothers współpracował z takimi muzykami jak Ed Ivey, Chip Roland i Eric McFadden.

## Wybrana dyskografia
- Les Claypool's Fancy Band - Fancy (DVD 2007)
- Eric McFadden Trio - Joy of Suffering (2005)
- Cake - Pressure Chief (2004)
- Deadweight - Stroking the Moon (2003)
- Alien Lovestock - Planet of the Fish (2001)	 *Lumin - Hadra (2001)
- Deadweight  - Half Wit Anthems (2000)
- Ali Kahn - Taswir (1999)
- EM Experience - Our Revels Now Are Ended (1999)*Faraway Brothers - Start the Engine... (1999)
- Liar - Gone Too Far (1998)
- Alien Lovestock - We Are Prepared To Offer You (1997)
- Liar - Devil Dog Road (1997)